# Bessastaðir
Bessastaðir je historické panské sídlo na Islandu, které slouží jako oficiální rezidence islandské hlavy státu. Nachází se v Álftanesu (část obce Garðabær) 15 km jihozápadně od Reykjavíku. Komplex budov zahrnuje přijímací místnost, hospodářské křídlo, garáže a domy zaměstnanců. Hlavní budova Bessastaðastofa byla postavena v letech 1761 až 1766 pro soudce Magnúse Gíslasona a za vlády prezidentky Vigdís Finnbogadóttirové prošla rozsáhlou rekonstrukcí. K areálu od počátku patřil také vlastnický kostel; stávající kostelní budova byla postavena z lávového kamene z Gálgahraunu podle plánů Georga Davida Anthona a vysvěcena v roce 1796. Kostel je jedinou částí Bessastaðiru, která je přístupná veřejnosti. V blízkosti rezidence se nachází rybník Bessastaðatjörn, kde je možno pozorovat vodní ptactvo.

## Historie
Podle archeologického průzkumu zde vznikl statek již v počátcích osidlování Islandu v 10. století. Je doloženo, že ho vlastnil Snorri Sturluson, i když není známo, zda v něm také bydlel. Po jeho smrti se stal Bessastaðir majetkem norského krále a sídlili zde vysocí úředníci. V roce 1627 se usedlost stala cílem nájezdu berberských otrokářů. Koncem osmnáctého století byla zřízena střední škola Lærði Skólinn, která se roku 1846 přesunula do hlavního města. Později zde pobývaly významné osobnosti islandské literatury Grímur Thomsen a Theodóra Thoroddsen. Posledním soukromým majitelem byl podnikatel Sigurður Jónasson, který v roce 1941 věnoval usedlost státu. Stala se sídlem regenta Sveinna Björnssona a po vyhlášení islandské nezávislosti roku 1944 prezidentskou rezidencí. Od srpna 2024 v ní pobývá prezidentka Halla Tómasdóttir. Kromě Bessastaðiru využívá také sídlo Staðastaður na adrese Sóleyjargata 1 v Reykjavíku.